# Guanozyno-5′-monofosforan disodu
Guanozyno-5′-monofosforan disodu (E627) – organiczny związek chemiczny, sól disodowa kwasu 5'-guanylowego. Stosowany jako dodatek spożywczy – wzmacniacz smaku. Uzyskiwany jest z suszonych ryb i glonów morskich. Dodawany jest np. do chipsów, dań instant, sosów i przypraw.